# Giorgi Moistsrapishvili
Giorgi Moistsrapishvili (in georgiano გიორგი მოისწრაფიშვილი?; Poti, 19 settembre 2001) è un calciatore georgiano, centrocampista dello Spartak Trnava.

## Carriera

### Club
Moistsrapishvili è cresciuto nelle giovanili della Dinamo Tbilisi. Nel 2020 è stato ceduto in prestito al Telavi, dove ha giocato il suo primo incontro ufficiale il 25 luglio, nell'incontro di Erovnuli Liga pareggiato 1-1 contro la Lok’omot’ivi Tbilisi. Rientrato alla Dinamo, vi ha giocato per tre stagioni prima di passare in prestito ai belgi del SK Beveren nel 2023.
Il 28 marzo 2024 ha fatto ritorno alla Dinamo Tbilisi.

### Nazionale
Ha giocato nella nazionale georgiana Under-19.
Il 15 giugno 2023 è stato convocato dalla nazionale Under-21 georgiana per disputare il campionato europeo di categoria.

## Statistiche

### Presenze e reti nei club
Statistiche aggiornate al 1º settembre 2024.
| Stagione            | Squadra         | Campionato      | Campionato | Campionato | Coppe nazionali | Coppe nazionali | Coppe nazionali | Coppe continentali | Coppe continentali | Coppe continentali | Altre coppe | Altre coppe | Altre coppe | Totale | Totale |
| Stagione            | Squadra         | Comp            | Pres       | Reti       | Comp            | Pres            | Reti            | Comp               | Pres               | Reti               | Comp        | Pres        | Reti        | Pres   | Reti   |
| ------------------- | --------------- | --------------- | ---------- | ---------- | --------------- | --------------- | --------------- | ------------------ | ------------------ | ------------------ | ----------- | ----------- | ----------- | ------ | ------ |
| 2020                | Telavi          | EL              | 10         | 1          | CG              | 3               | 0               |                    | -                  | -                  |             | -           | -           | 13     | 1      |
| 2021                | Dinamo Tbilisi  | EL              | 13         | 2          | CG              | 1               | 0               |                    | -                  | -                  | SG          | 0           | 0           | 14     | 2      |
| 2022                | Dinamo Tbilisi  | EL              | 30         | 7          | CG              | 4               | 0               | UCL                | 2                  | 0                  |             | -           | -           | 36     | 7      |
| 2023                | Dinamo Tbilisi  | EL              | 17         | 4          | CG              | 0               | 0               | UCL+UECL           | 1+2                | 0                  | SG          | 1           | 0           | 21     | 4      |
| set. 2023-mar. 2024 | SK Beveren      | D2              | 9          | 0          | CB              | 2               | 0               |                    | -                  | -                  |             | -           | -           | 11     | 0      |
| 2024                | Dinamo Tbilisi  | EL              | 18         | 1          | CG              | 0               | 0               | UECL               | 1                  | 0                  | SG          | 1           | 0           | 20     | 1      |
| Totale carriera     | Totale carriera | Totale carriera | 97         | 15         |                 | 10              | 0               |                    | 6                  | 0                  |             | 2           | 0           | 115    | 15     |

## Palmarès

### Club

#### Competizioni nazionali
- Campionato georgiano: 2

Dinamo Tbilisi: 2019, 2022
- Supercoppa di Georgia: 2

Dinamo Tbilisi: 2021, 2023